# Būr Maḩalleh
Būr Maḩalleh (persiska: بور محله) är en ort i Iran.   Den ligger i provinsen Mazandaran, i den norra delen av landet, 130 km nordost om huvudstaden Teheran. Būr Maḩalleh ligger 49 meter över havet och antalet invånare är 186.
Terrängen runt Būr Maḩalleh är platt. Runt Būr Maḩalleh är det ganska tätbefolkat, med 149 invånare per kvadratkilometer. Närmaste större samhälle är Āmol, 6,2 km sydväst om Būr Maḩalleh. Trakten runt Būr Maḩalleh består till största delen av jordbruksmark.